# Конний (Волгоградська область)
Конний (рос. Конный) — залізничний роз'їзд у Городищенському районі Волгоградської області Російської Федерації.
Населення становить 16 осіб. Входить до складу муніципального утворення Самофаловське сільське поселення.

## Історія
Населений пункт розташований у межах українського історичного та культурного регіону Жовтий Клин.
Згідно із законом від 14 травня 2005 року № 1058-ОД органом місцевого самоврядування є Самофаловське сільське поселення.

## Населення
| 2010 |
| ---- |
| 16   |